# Aphyocharax
Aphyocharax ist eine Gattung der Characidae, die sich durch ein besonders stark entwickeltes erstes Postorbitale, einen Schädelknochen am hinteren Rand der Augenhöhle, von allen anderen Salmlern unterscheidet. Aphyocharax wird deshalb in eine eigene monotypische Unterfamilie gestellt. Die schlanken Fische werden 2,7 bis 8 Zentimeter lang und haben einen schlanken, langgestreckten Körper. In den Kiefern haben sie eine Reihe meist dreispitziger Zähne.
Die Fische leben in Südamerika von Venezuela bis Paraguay in den mittleren und oberen Wasserschichten ihrer Heimatgewässer. Sie sind Freilaicher, die ihre Gameten in der Nähe der Wasseroberfläche abgeben.
Einige Angehörige der Gattung sind beliebte Süßwasserzierfische.

## Arten
- Aphyocharax agassizii (Steindachner, 1882)
- Laubensalmler (Aphyocharax alburnus Günther, 1869)
- Rotflossensalmler (Aphyocharax anisitsi Eigenmann & Kennedy, 1903)
- Aphyocharax brevicaudatus Brito et al., 2019[1]
- Aphyocharax colifax Taphorn & Thomerson, 1991
- Falscher Rotflossensalmler (Aphyocharax dentatus Eigenmann & Kennedy, 1903)
- Venezuela-Laubensalmler (Aphyocharax erythrurus Eigenmann, 1912)
- Aphyocharax gracilis Fowler, 1940
- Aphyocharax nattereri (Steindachner, 1882)
- Augenflecksalmler (Aphyocharax paraguayensis Eigenmann, 1915)
- Aphyocharax pusillus Günther, 1868
- Rubinsalmler (Aphyocharax rathbuni Eigenmann, 1907) (genannt auch Rathbuns Rotflosser und Paraná-Rotflossensalmler)[2]
- Aphyocharax yekwanae Willink, Chernoff & Machado-Allison, 2003

Neben den bisher bekannten Arten gibt es noch weitere, bisher unbeschriebene Arten.